# Enrique Barros Fernández
Pour les articles homonymes, voir Barros, Fernández et Enrique Fernández.
Enrique Barros Fernández, né à Oímbra le 11 juillet 1905 et mort à Bilbao en 1990, est un sculpteur et peintre espagnol.

## Biographie
Sa famille s'installe à Bilbao alors qu'il a six mois. Étudiant en Arts et Métiers (1923-1924), il obtient en 1926, une bourse de la députation d'Orense et gagne ainsi Paris où il entre à l'Académie Julian. 
Élève de Jean Boucher et d'Antoine Bourdelle, membre du Salon des artistes français, il y présente en 1929 la statue Premier amour. 
Il prend part en 1937 à l'exposition d'art basque à Paris.

## Galerie

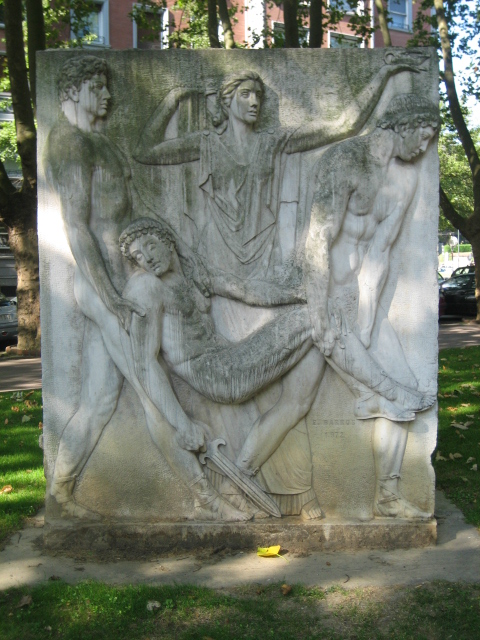
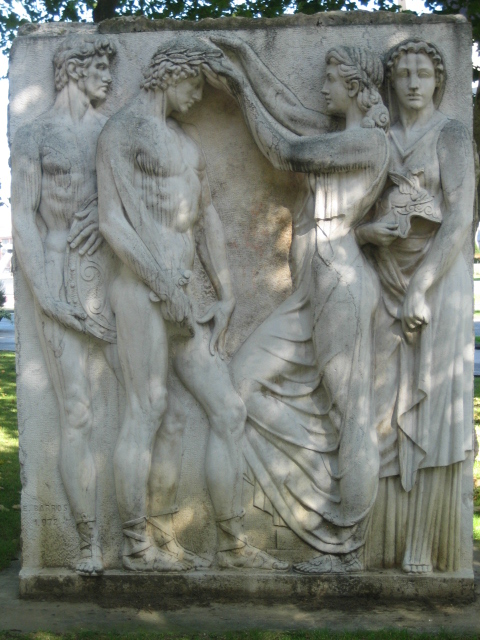